# جنابة (فارس)
جنَّابة مدينة تاريخية في فارس، ورد أسمها في كتب الجغرافيين العرب، ولد فيها أبو سعيد الجنابي مؤسس الدولة القرمطية في إقليم البحرين.

## الموقع
هي الآن تسمى بندر غناوه (جنافة) (Genāveh)عاصمة مقاطعة غناوه التابعة لمحافظة بوشهر في إيران.

## ما ذكرة المؤرخون والجغرافيون
الإدريسي
- جنابة مدينة كبيرة عامرة آهلة ذات أسواق عامرة وطرز يصنع بها ثياب الكتان الفاخرة على ضروب وبها أنواع من التجارات ولها رستاق وعمالة.
- والطريق من شيراز إلى جنابة على البحر من شيراز إلى خان الأسد وهو على نهر السكان ثمانية عشر ميلاً ومن خان الأسد إلى خان دشت أرزن اثنا عشر ميلاً ومن دشت أرزن إلى قرية تيرة اثنا عشر ميلاً ومن تيرة إلى مدينة كازرون السابق ذكرها ثمانية عشر ميلاً ومن كازرون إلى قرية دريز اثنا عشر ميلاً ومنها إلى مدينة توج أربعة وعشرون ميلاً ومن توج إلى جنابة ستة وثلاثون ميلاً فذلك مائة واثنان وثلاثون ميلاً.
- ومن أنهار فارس نهر شيرين ومخرجه من جبل دينان الذي من ناحية بازرنج فيسقي رستاق فرزك والجلادجان ثم يمر فيخترق رستاق ثم يمر فيصب في البحر نحو جنابه.[2]

الإصطخري
وجنابة هذه مدينة أكبر من مهروبان، وهي فرضة لسائر فارس خصبة شديدة الحر،
أبو الفداء
- جنابة من مدن فارس وفي عرقبها جزيرة كيش.[4]